# NorthEast United Football Club 2016
Questa voce raccoglie le informazioni riguardanti il NorthEast United nelle competizioni ufficiali della stagione 2016.

## Maglie e sponsor
Il fornitore tecnico per questa stagione è Performax, mentre lo sponsor ufficiale è HTC.
| Casa | Trasferta |

## Rosa
| N. |                           | Ruolo | Calciatore         |
| -- | ------------------------- | ----- | ------------------ |
| 1  | India (bandiera)          | P     | Subrata Pal        |
| 2  | India (bandiera)          | D     | Salam Ranjan Singh |
| 3  | Brasile (bandiera)        | D     | Wellington Priori  |
| 4  | India (bandiera)          | D     | Nirmal Chettri     |
| 5  | Costa d'Avorio (bandiera) | C     | Didier Zokora      |
| 6  | Costa d'Avorio (bandiera) | C     | Koffi Ndri         |
| 7  | Uruguay (bandiera)        | A     | Sasha Aneff        |
| 8  | Giappone (bandiera)       | A     | Robert Cullen      |
| 9  | Uruguay (bandiera)        | A     | Emiliano Alfaro    |
| 10 | Giappone (bandiera)       | C     | Katsumi Yusa       |
| 11 | India (bandiera)          | C     | Seityasen Singh    |
| 12 | India (bandiera)          | D     | Reagan Singh       |
| 13 | India (bandiera)          | P     | Rehenesh TP        |
| 14 | India (bandiera)          | C     | Rowllin Borges     |

| N. |                      | Ruolo | Calciatore            |
| -- | -------------------- | ----- | --------------------- |
| 15 | India (bandiera)     | A     | Sumeet Passi          |
| 16 | India (bandiera)     | D     | Robin Gurung          |
| 17 | India (bandiera)     | A     | Lallianzuala Chhangte |
| 18 | India (bandiera)     | A     | Holicharan Narzary    |
| 19 | Argentina (bandiera) | A     | Nicolás Vélez         |
| 20 | India (bandiera)     | A     | Jerry Mawihmingthanga |
| 21 | Brasile (bandiera)   | P     | Wellington Lima       |
| 22 | Brasile (bandiera)   | D     | Gustavo Lazzaretti    |
| 26 | India (bandiera)     | D     | Shouvik Ghosh         |
| 27 | Brasile (bandiera)   | D     | Mailson               |
| 45 | India (bandiera)     | C     | Fanai Lalrempuia      |
|    | Brasile (bandiera)   | C     | Fábio Neves           |
|    | Brasile (bandiera)   | C     | Morais                |

## Calciomercato
| Acquisti | Acquisti              | Acquisti        | Acquisti   |
| R.       | Nome                  | da              | Modalità   |
| -------- | --------------------- | --------------- | ---------- |
| P        | Wellington Lima       | Marítimo        | prestito   |
| P        | Rehenesh TP           |                 |            |
| P        | Subrata Pal           | Mumbai City     | definitivo |
| D        | Robin Gurung          | Shillong Lajong | definitivo |
| D        | Reagan Singh          | Salgaocar       | definitivo |
| D        | Salam Ranjan Singh    | Pune            | definitivo |
| D        | Gustavo Lazzaretti    | Água Santa      | definitivo |
| D        | Shouvik Ghosh         | Mohun Bagan     | prestito   |
| D        | Nirmal Chettri        | Dempo           | definitivo |
| D        | Mailson               | Volta Redonda   | definitivo |
| D        | Wellington Priori     | Gwangju         | definitivo |
| C        | Seityasen Singh       |                 |            |
| C        | Fanai Lalrempuia      | Pune City       | definitivo |
| C        | Fábio Neves           | Gwangju         | definitivo |
| C        | Didier Zokora         | Pune City       | definitivo |
| C        | Morais                | CRB             | definitivo |
| C        | Rowllin Borges        | Goa             | prestito   |
| C        | Koffi Ndri            | Omonia          | svincolato |
| C        | Katsumi Yusa          | Mohun Bagan     | prestito   |
| A        | Holicharan Narzary    | Dempo           | prestito   |
| A        | Sumeet Passi          | Goa             | definitivo |
| A        | Lallianzuala Chhangte | DSK Shivajians  | prestito   |
| A        | Jerry Mawihmingthanga | DSK Shivajians  | definitivo |
| A        | Sasha Aneff           | Syrianska       | definitivo |
| A        | Nicolás Vélez         | Hajduk Spalato  | definitivo |
| A        | Emiliano Alfaro       | Buriram Utd     | definitivo |
| A        | Robert Cullen         | Seoul E-Land    | definitivo |

| Cessioni | Cessioni | Cessioni  | Cessioni   |
| R.       | Nome     | a         | Modalità   |
| -------- | -------- | --------- | ---------- |
| C        | Morais   | São Bento | svincolato |

## Risultati

### Indian Super League
| Arbitro: | Banerjee P. |

|                  |           |  |
| Katsumi Yusa 55’ | Marcatori |  |

| Arbitro: | Srikrishna C. |

|                          |           |  |
| Emiliano Alfaro 20’, 62’ | Marcatori |  |

| Arbitro: | Guerrero F. |

|                         |           |  |
| Diego Forlán 55’ (Rig.) | Marcatori |  |

| Arbitro: | Guerrero F. |

|  |           |                     |
|  | Marcatori | 79’ Emiliano Alfaro |

| Arbitro: | Hasan Ebrahim A. |

|                |           |                     |
| Kean Lewis 38’ | Marcatori | 51’ Emiliano Alfaro |

| Arbitro: | Bora U. |

|  |           |                  |
|  | Marcatori | 49’ Davide Succi |

| Arbitro: | Ricci S. |

|                     |           |                                       |
| Emiliano Alfaro 39’ | Marcatori | 63’ Hélder Postiga 82’ Juan Belencoso |

| Arbitro: | Thakur O. P. |

|  |           |                      |
|  | Marcatori | 45’ Jackichand Singh |

| Arbitro: | Kumar S. |

|                                       |           |                     |
| Robin Singh 62’ Romeo Fernandes 90+4’ | Marcatori | 50’ Seityasen Singh |

| Arbitro: | Bora U. |

|                 |           |                  |
| Iain Hume 90+1’ | Marcatori | 5’ Nicolás Vélez |

| Arbitro: | Waldron N. |

|                        |           |  |
| Koffi Ndri Romaric 81’ | Marcatori |  |

| Chennai 26 novembre 2016, ore 19:00 UTC+5:30 12ª giornata                                                               | Chennaiyin | 3 – 3 referto                              | NorthEast Utd | Marina Arena (25.235 spett.) |
| \| \| \| \| \| Dudu Omagbemi 34’, 45+1’ Dudu Omagbemi 81’ \| Marcatori \| 38’, 51’ Nicolás Vélez 90+7’ Shouvik Ghosh \| |            |                                            |               |                              |
| |            |                                            |               |                              |
| Dudu Omagbemi 34’, 45+1’ Dudu Omagbemi 81’                                                                              | Marcatori  | 38’, 51’ Nicolás Vélez 90+7’ Shouvik Ghosh |               |                              |

| Guwahati 30 novembre 2016, ore 19:00 UTC+5:30 13ª giornata                                    | NorthEast Utd | 2 – 1 referto    | Delhi Dynamos | Indira Gandhi Athletic Stadium |
| \| \| \| \| \| Seityasen Singh 60’ Koffi Ndri Romaric 71’ \| Marcatori \| 90+4’ Marcelinho \| |               |                  |               |                                |
|                                                                                               |               |                  |               |                                |
| Seityasen Singh 60’ Koffi Ndri Romaric 71’                                                    | Marcatori     | 90+4’ Marcelinho |               |                                |

| Kochi 4 dicembre 2016, ore 19:00 UTC+5:30 14ª giornata | Kerala Blasters | 1 – 0 referto | NorthEast Utd | Jawaharlal Nehru Stadium (Kochi) (53.767 spett.) |
| \| \| \| \| \| C.K. Vineeth 66’ \| Marcatori \| \|     |                 |               |               |                                                  |
|                                                        |                 |               |               |                                                  |
| C.K. Vineeth 66’                                       | Marcatori       |               |               |                                                  |

### Andamento in campionato
| Giornata  | 1 | 2 | 3 | 4 | 5 | 6 | 7 | 8 | 9 | 10 | 11 | 12 | 13 | 14 |
| --------- | - | - | - | - | - | - | - | - | - | -- | -- | -- | -- | -- |
| Luogo     | C | C | T | T | T | C | C | C | T | T  | C  | T  | C  | T  |
| Risultato | V | V | P | V | N | P | P | P | P | N  | V  | N  | V  | P  |
| Posizione | 3 | 1 | 2 | 1 | 1 | 1 | 5 | 4 | 6 | 7  | 6  | 5  | 5  | 5  |

Legenda:

Luogo: C = Casa; T = Trasferta. Risultato: V = Vittoria; N = Pareggio; P = Sconfitta.